# Zori Balajan

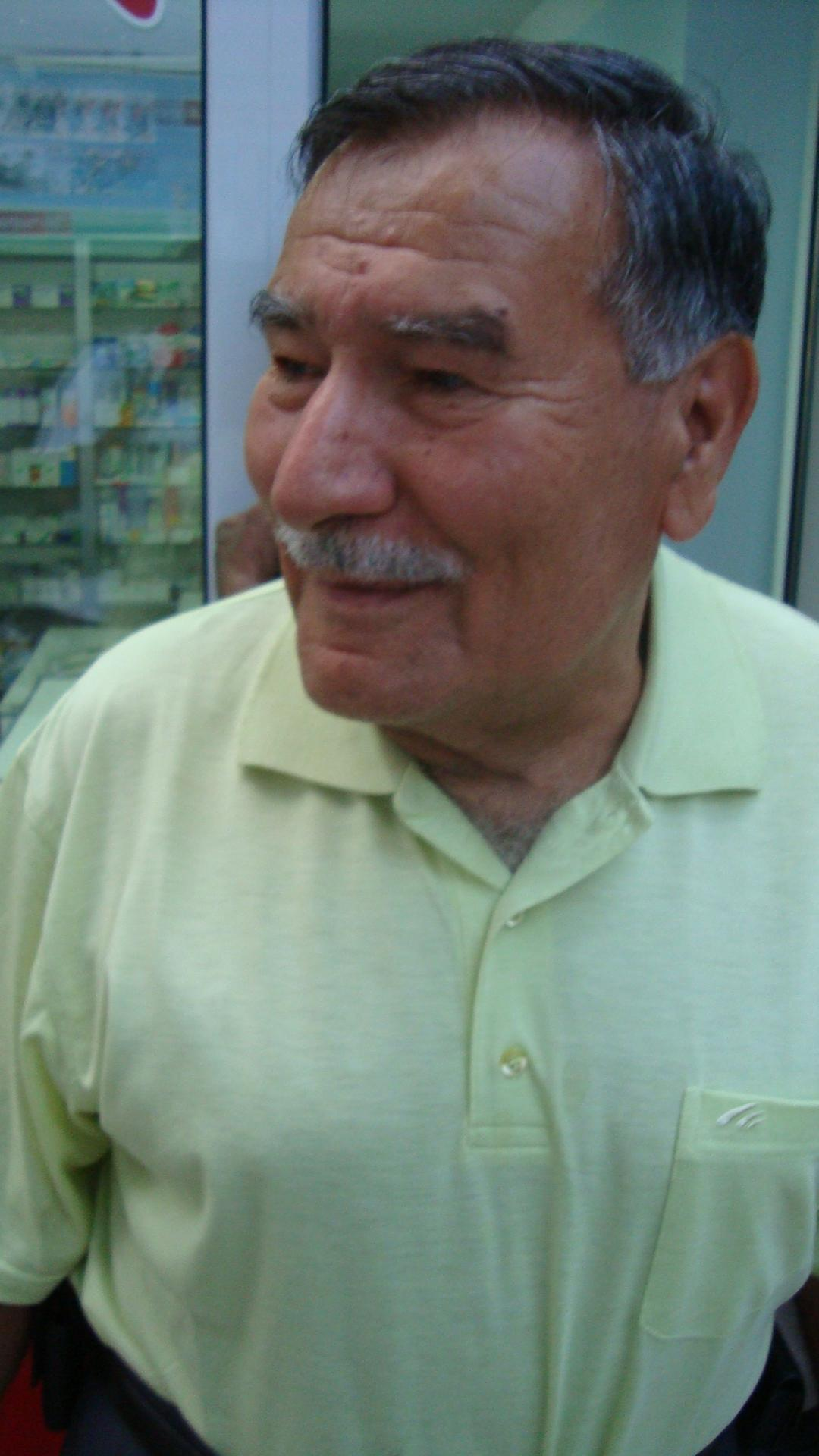
Zori Balajan, 2010

Zori Balajan (Armenisch: Զորի Բալայան, Russisch: Зорий Гайкович Балаян; * 10. Februar 1935 in Stepanakert, Autonome Oblast Bergkarabach, Aserbaidschanische SSR, Sowjetunion) ist ein armenischer Schriftsteller, Journalist, Sportarzt, Reisender und Co-Vorsitzender der internationalen ökologischen Organisation Baikal-Bewegung (Байкальское движение).

## Biographie
Balajan absolvierte 1963 die Staatliche Medizinische Universität in Rjasan. Zwischen 1963 und 1973 war er als Arzt in Kamtschatka tätig. 1974 kehrte er nach Armenien zurück und lebt seitdem in Jerewan. Seit 1975 ist Balajan Korrespondent der russischen Wochenzeitung Literaturnaja gaseta. 1989 wurde er in den Nationalrat des Autonomen Gebiets Bergkarabach der Aserbaidschanischen SSR gewählt. Zudem war er Abgeordneter des Volksdeputiertenkongresses der UdSSR.
2005 wurde ihm die Ehrenbürgerschaft der Stadt Jerewan verliehen.

## Politische Ansichten
Mit seinem 1984 veröffentlichtem Buch „Herdfeuer“ (Очаг bzw. Օջախ) rückte Balajan zum ersten Mal ins Zentrum der Aufmerksamkeit. Darin beschrieb er Bergkarabach und Nachitschewan als armenisch und bezeichnete die Türken und Aserbaidschaner als die größten Feinde sowohl Russlands als auch Armeniens. Der britische Journalist Thomas de Waal nannte Zori Balajan und den aserbaidschanischen Historiker und Quellenfälscher Ziya Bünyadov „zwei der chauvinistischsten intellektuellen Krieger“, welche „die beiden selben Initialen teilen, З. und Б.“ [englisch transkribiert Z. und B.] und beide der KPdSU angehörten.
Balajan gilt als einer der führenden Figuren der Unabhängigkeitsbewegung der Karabach-Armenier im Bergkarabachkonflikt. Gemeinsam mit der armenischen Dichterin Silwa Kaputikjan wurde er im Februar 1988 von Michail Gorbatschow persönlich empfangen, um über den Anschluss des damals autonomen Gebiets Bergkarabach an Armenien zu diskutieren.

## Anschuldigungen von Aserbaidschan
Im Zusammenhang mit dem Terroranschlag auf die U-Bahn von Baku im Juli 1994 wurde Balajan von der aserbaidschanischen Seite als Hauptdrahtzieher beschuldigt. 1999 stellte Interpol auf Grundlage der von der Generalstaatsanwaltschaft Aserbaidschans vorgelegten Beweismaterialien einen internationalen Haftbefehl gegen den armenischen Publizisten aus, wobei dieser als Schwerverbrecher aufgelistet wurde. 2001 wurde die Suche auf Anfrage der armenischen Seite aufgrund des „politisch motivierten Charakters“ des Falls eingestellt und Balajan von der Interpol-Fahndungsliste gestrichen. Im Mai 2005 wurde Balajan während einer Schifffahrt in Brindisi (Süditalien) für fünf Stunden polizeilich festgehalten, jedoch kurze Zeit später wieder freigelassen.

## Geforderter Anschluss Karabachs an Russland
Im Oktober 2013 adressierte Balajan einen Brief an den russischen Präsidenten Wladimir Putin, indem er an die Angliederung Karabachs ans Russische Kaiserreich im Jahr 1813 erinnerte und Putin dazu aufgerufen hat, Karabach erneut an Russland anzugliedern. Für diese Äußerungen wurde er sowohl in Armenien als auch von der politischen Führung der Republik Arzach heftig kritisiert.

## Veröffentlichungen
- Нужен мужской разговор (Notwendiges Männergespräch, russisch), Ереван (Jerewan) 1974
- Երկնագույն ճանապարհներ (Blaue Straßen, armenisch), Երևան (Jerewan) 1975
- Երկու կրակի մեջ (Zwischen zwei Feuern, armenisch), Երևան (Jerewan) 1979
- Օջախ, հրապարակախոսական էսսե (Herdfeuer, publizistischer Aufsatz, armenisch), Երևան (Jerewan) 1981, 520 Seiten
  - Очаг (Herdfeuer), Москва (Moskau) 1984 (russische Übersetzung)
- Դժոխք և դրախտ (Hölle und Himmel, armenisch), Երևան (Jerewan) 1995
  - Heaven and Hell, Los Angeles 1997 (englische Übersetzung)
- Անդունդ (Abgrund, armenisch), Երևան, 2004
- Моя Киликия: Эссе, путевые заметки (Mein Kilikien: Essay, Reisebericht, russisch). Амарас (Amaras), 2004
- Զիմ Կիլիկիա (Mein Kilikien, armenisch), Երևան (Jerewan) 2005
- Կիլիկիա (Kilikien, armenisch), Bände 2 und 3, Երևան (Jerewan) 2006, 2007